# 007: Quantum of Solace
007: Quantum of Solace este un joc video bazat pe filmele Casino Royale și Quantum of Solace. Jocul a fost lansat pentru Microsoft Windows, Nintendo DS, PlayStation 2, PlayStation 3, Wii și Xbox 360. Lansarea a avut loc pe 31 octombrie 2008 în Europa, 4 noiembrie 2008 în America de Nord, 19 noiembrie 2008 în Australia și 26 martie 2009 în Japonia. Lansarea jocului a coincis cu lansarea filmului Quantum of Solace.